# Plaine de la Bourbre et du Catelan
La plaine de la Bourbre et du Catelan est une plaine du Bas-Dauphiné dans laquelle sont implantées les villes de Bourgoin-Jallieu, L'Isle-d'Abeau (située sur un promontoire rocheux au centre de la plaine) ou encore La Verpillière. Aujourd'hui, son territoire se confond en partie avec celui de la communauté d'agglomération Porte de l'Isère.
Historiquement marécageuse, son assèchement par la construction de canaux est décidé en partie par Joseph Fourier alors qu'il était préfet de l'Isère.
Elle est bordée par la plaine de Lyon, ou pays du Velin, à l'ouest, par les plateaux de l'Isle-Crémieu, du massif du Jura, au nord, par les plateaux des Terres froides au sud et à l'est. Elle débouche sur la vallée de la Bourbre au sud-est (ainsi qu'au nord-ouest, vers l'unité urbaine de Charvieu-Chavagneux) et sur la plaine de Catelan au nord-est, mais aussi sur d'autres vallées moins importantes telles que les vallées du Bion et de l'Agny au sud de Bourgoin, ou du ruisseau de Saint-Savin à l'est.

## Infrastructures
Elle est traversée par plusieurs infrastructures qui relient la plaine de Lyon à la vallée de la Bourbre vers La Tour-du-Pin, Grenoble et Chambéry, telles que la D 1006, l'A43 ou la ligne Lyon - Grenoble. Le passage de la ligne Lyon - Turin y est également prévu. C'est aussi le lieu d'établissement d'un des centres de la ville nouvelle de L'Isle-d'Abeau. L'ancienne N 85 vers Grenoble emprunte la vallée de l'Agny.
Au nord, sur les plateaux de l'Isle-Crémieu se situe la tour hertzienne de Moras, ancien maillon du réseau de transmission utilisé pour la téléphonie analogique, bien visible depuis L'Isle-d'Abeau et depuis les routes de cette région du Nord-Isère,.

## Paysage

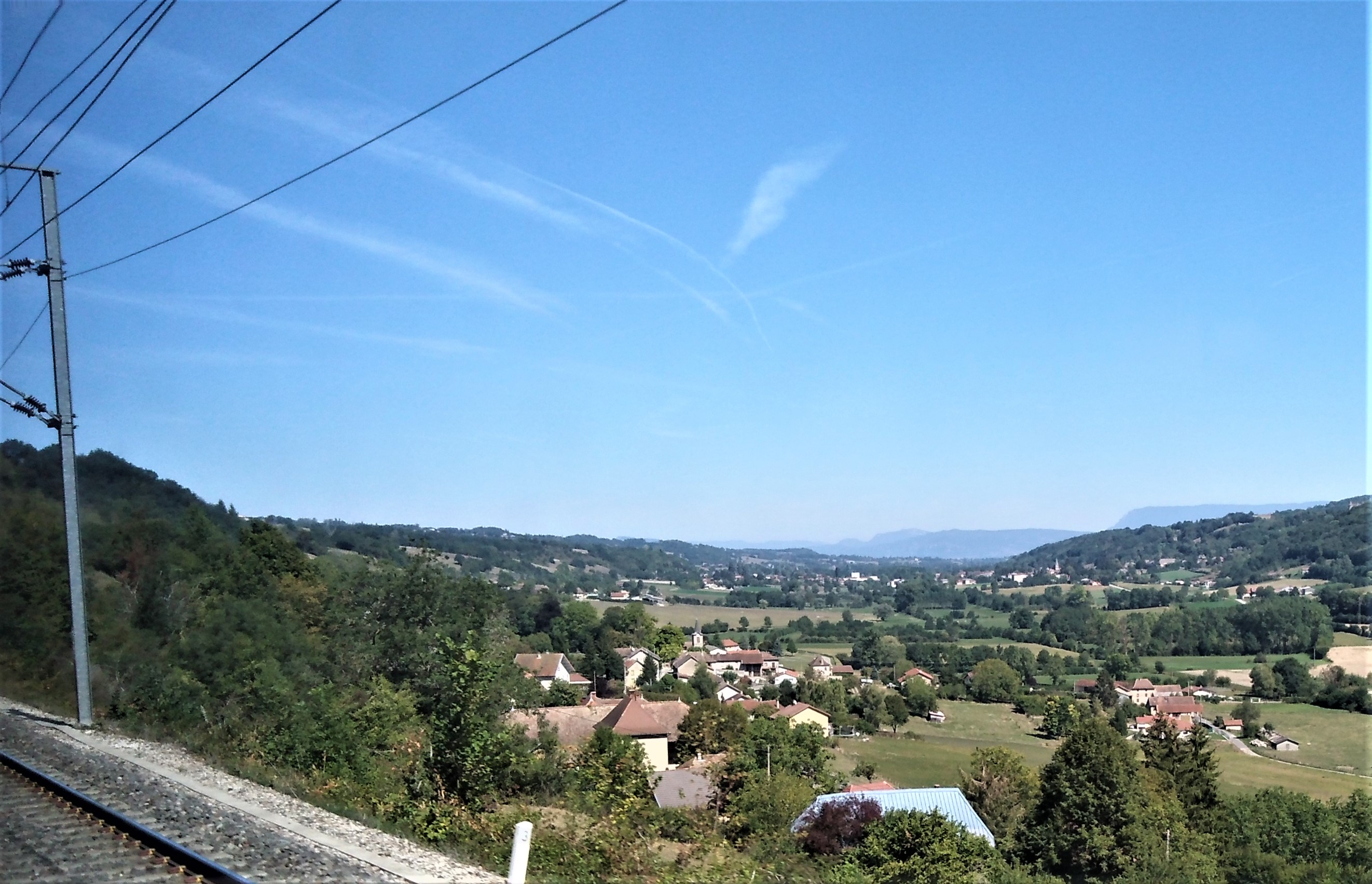
Paysage de la vallée de la Bourbe